# CONCACAF Beach Soccer Championship 2006
L’CONCACAF Beach Soccer Championship 2006 è la 1ª edizione di questo torneo.

## Squadre partecipanti
Di seguito le 4 squadre partecipanti.
- Costa Rica
- Giamaica
- Stati Uniti
- Messico
- Canada

## Campionato
| Team        | G | V | P | GF | GS | +/- | P |
| ----------- | - | - | - | -- | -- | --- | - |
| Stati Uniti | 4 | 3 | 1 | 17 | 10 | +7  | 9 |
| Canada      | 4 | 3 | 1 | 19 | 14 | +5  | 9 |
| Costa Rica  | 4 | 3 | 1 | 19 | 18 | +1  | 8 |
| Messico     | 4 | 1 | 3 | 15 | 19 | -4  | 3 |
| Giamaica    | 4 | 0 | 4 | 13 | 23 | -10 | 0 |

| Squadra 1   | Risultato     | Squadra 2   |
| ----------- | ------------- | ----------- |
| Stati Uniti | 3-0           | Canada      |
| Costa Rica  | 8-6           | Giamaica    |
| Stati Uniti | 5-2           | Giamaica    |
| Canada      | 6-4           | Messico     |
| Canada      | 7-3           | Giamaica    |
| Costa Rica  | 4-4 (1-0 dcr) | Messico     |
| Stati Uniti | 7-4           | Messico     |
| Canada      | 6-4           | Costa Rica  |
| Messico     | 3-2           | Giamaica    |
| Costa Rica  | 3-2           | Stati Uniti |

## Classifica Finale
Queste le posizioni nel dettaglio.
| Pos | Team        |
| --- | ----------- |
| 1   | Stati Uniti |
| 2   | Canada      |
| 3   | Costa Rica  |
| 4   | Messico     |
| 5   | Giamaica    |